# Franz Caspar Barkhausen
Franz Caspar Barkhausen (* um 1636 in Horn; † Mai 1715 in Detmold) war ein deutscher Jurist, Archivar und Bibliothekar.

## Leben
Franz Caspar Barkhausen war der älteste Sohn von Conrad Barkhausen und Margarethe Elisabeth geb. Niebecker. Er besuchte das Gymnasium illustre in Bremen und studierte Jura in Marburg. In Speyer absolvierte er eine Ausbildung am dortigen Reichskammergericht, anschließend ließ er sich als Advokat am Hornschen Tor in Detmold nieder. Ab Juli 1665 war Franz Caspar Barkhausen Prokurator und Gräflicher Archivar. Gleichzeitig wurde er mit der Leitung der heutigen Lippischen Landesbibliothek betraut. Am 12. Juni 1667 ehelichte er in Detmold Katharina Juliane Lucanus (1647–1723), die Tochter des Oberamtmannes Hermann Lucanus. Mit ihr hatte er vier Söhne, die eine akademische Ausbildung genossen. Außerdem lebte sein Neffe Johann Conrad Barkhausen nach dem Tod seiner Eltern und Großeltern bei ihm und besuchte die Provinzialschule in Detmold.
Seine beruflichen Aufgaben füllte Barkhausen bis zu seinem Tod im Mai 1715 aus. Er wurde am 17. Mai 1715 bestattet.